# Marino Grimani (cardenal)
Marino Grimani (Venecia, c. 1488 - Orvieto, 28 de septiembre de 1546) fue un eclesiástico italiano.

## Biografía
Hijo de Girolamo Grimani y de Elena Priuli, fue educado en su Venecia natal bajo la tutela de humanistas como Gregorio Amaseo, Marco Masuro o Girolamo Aleandro, hasta que en 1504 se trasladó a Roma bajo la protección de su tío el cardenal Domenico Grimani, donde prosiguió sus estudios bajo la tutela de Scipione Forteguerri. 
En 1508 fue nombrado obispo de la diócesis de Ceneda (llamada Vittorio Veneto desde 1939) de la que era administrador apostólico su tío, y abad in commendam del monasterio de San Pietro in Colle, y en 1517 fue promovido a patriarca de Aquileia, también por cesión del tío.  Intervino en el Concilio de Letrán V y recibió las órdenes menores en 1519. 
Clemente VII le creó cardenal en el consistorio de mayo de 1527; recibió el titulus de San Vital, que posteriormente cambió por los de San Marcelo (1532), Santa María en Trastevere (1539), Frascati (1541) y Porto-Santa Rufina (1543).  
En distintos periodos fue administrador de las diócesis de Concordia, Città di Castello y Saint-Pons-de-Thomières; participó en el cónclave de 1534 en que fue elegido papa Paulo III, para quien ofició como legado en Perugia, Umbría, Gallia Cispadana, Parma y Piacenza; fue vicedecano del Colegio Cardenalicio y Patriarca latino de Constantinopla desde 1545. 
Fallecido en 1546 en Orvieto, su cuerpo fue depositado temporalmente en la catedral de esta ciudad, de donde posteriormente fue trasladado a la iglesia de San Francesco della Vigna de Venecia para ser sepultado junto a su tío. 